# 키버스 샘슨
키비어스 N. 샘슨(Keyvius N. Sampson, 1991년 1월 6일 ~ )은 미국의 야구 선수이자, 현 CPBL 푸방 가디언스의 투수이다.

## 미국 프로야구 시절
2015년에 신시내티 레즈에 입단하였다.

## 한국 프로야구 시절

### 한화 이글스시절
2018년에 알렉시 오간도, 카를로스 비야누에바를 대체할 외국인 투수로 입단하였다. 탈삼진 전체 1위를 기록했지만,재계약에 실패했다.그에 대체 용병으론 워릭 서폴드채드 벨이 영입 되었다.

## 미국 프로야구 복귀
2019년에 샌프란시스코 자이언츠에 입단하였다.